# Paul Mantee
Paul Mantee est un acteur américain, né le 9 janvier 1931 à San Francisco et mort le 7 novembre 2013 à Malibu.

## Filmographie
Cinéma
- 1958 : Cuistots en virée (Onionhead) de Norman Taurog
- 1959 : La Bataille de la mer de corail (The battle of the coral sea) de Paul Wendkos
- 1964 : Robinson Crusoé sur Mars (Robinson Crusoe on Mars) de Byron Haskin
- 1964 : Mille dollars pour une Winchester (Blood on the arrow) de Sidney Salkow
- 1966 : Sursis pour une nuit (An american dream) de Robert Gist
- 1967 : A man called Dagger de Richard Rush
- 1968 : Le Virginien :  saison 06 épisode 24: (un homme à tout faire/The handy man ) : Roy Havens
- 1969 : On achève bien les chevaux (They shoot horses don’t they ?) de Sydney Pollack
- 1973 : Opération Hong Kong (That man Bolt) d'Henry Levin et David Lowell Rich
- 1975 : L'Évadé (Breakout) de Tom Gries
- 1975 : La Trahison se paie cash (en) (Framed) de Phil Karlson
- 1976 : W.C. Fields et moi (W.C. Fields and Me) d'Arthur Hiller
- 1976 : La Revanche des animaux (Day of the animals) de William Girdler
- 1977 : The Greatest de Tom Gries
- 1977 : Le Faiseur d'épouvantes (The manitou) de William Girdler
- 1977 : Wolf Lake (The honor guard) de Burt Kennedy
- 1979 : Le Grand Santini (The great Santini) de Lewis John Carlino
- 1984 : First strike d'Allan Kuskowski
- 1992 : Dragon, l'histoire de Bruce Lee (Dragon : The Bruce Lee story) de Rob Cohen
- 1994 : Lurking fear de C. Courtney Joyner
- 1995 : Apollo 13 de Ron Howard
- 1998 : Memorial day de Worth Keeter

Télévision
- 1967 :  Les Envahisseurs (The Invaders) (The Ennemy) (série TV) : Deputy Vern Hammond
- 1977 : L'Homme qui valait trois milliards (The Six Million Dollar Man), saison 4 épisode 22 (The Privacy of the Mind) : Terry
- 1989 - 1991 : Rick Hunter (Hunter) (série TV)